# Ashura
ʿĀshūrāʾ (’den tiende’ dag af måneden Muḥarram i den islamiske kalender, moderne dansk retskrivning Ashura, persisk: عاشورا, arabisk: عاشوراء, urdu: عاشورہ, tyrkisk: Aşure Günü) betegner en særlig islamisk helligdag. Dagen fejres både indenfor Sunnisme og Shiisme (islams to største trosretninger), selvom begge trostolkninger tillægger dagen hver deres betydning og signifikans., Overordnet er helligdagen for sunni-muslimer en tilrådet fastedag, idet profet Muhammed fastede den sammen med de jødiske befolkninger, der levede i området. Ifølge fortællinger om Muhammed, planlagde han at faste på den 9. og 10. muharram. Dette er også dagen, hvor Muhammeds barnebarn, Husayn ibn Ali, ifølge overleveringerne dræbtes i Slaget i Karbala. For shia-muslimer er dagen afslutningen på en ti dag lang sørgeperiode, der i historisk kontekst kulminerede i martyrdøden af profet Muhammeds barnebarn, Imam al-Ḥusayn b. ʿAlī (d. 680).

## Tro
De forskellige islamiske trostolkninger og denominationer (hvor Shiisme og Sunnisme er de to største) tillægger Ashura dagen forskellige historiske, spirituelle og religiøse betydninger.

### Sunnisme
Indenfor Sunnisme er Ashura en dag af signifikant betydning, især i kontekst af de før-islamiske og islamiske praksisser der akkurat har været sammenfaldene med Ashura dagen siden menneskets skabelse. Ashura dagen gennem historiens gang skulle angiveligt være dagen hvorpå:
(før-islamiske beretninger om Ashura):
- Gud accepterede Adams anger[note 3]
- Noas ark kom til land på Jūdī-bjerget[note 4]
- Jakob gik i forbøn for sine syndige sønner[note 5]
- Jonas kom ud af hvalfiskens bug[note 6]
- Moses besejrede Farao og hans magikere[note 7] og fuldførte senere sine fyrre dages faste i Guds nærvær[note 8]
- Jesus, Adams og Abrahams fødselsdag

(senere islamiske beretninger om Ashura):
- Gud vendte ’hulens ledsager’ (aṣḥāb al-kahf) fra side til side[note 9]
- Āmina bint Wahb blev gravid med profeten Muhammed
- Gud tilgav alle profeternes tidligere og kommende fejl